# أنور عبد القادر الحديثي
أنور عبد القادر الحديثي هو عسكري وسياسي عراقي، ولد في حديثة سنة 1927.
نشأ في حديثة، ودخل الكلية العسكرية وتخرج سنة 1945، وشغل عدة مناصب في الجيش العراقي.
بعد ثورة 14 تموز 1958، كان آمر سجن الأحداث، وقد اعتقل فيه بعض سياسيي العهد الملكي في العراق.
انتمى لحزب البعث العربي الاشتراكي سنة 1960، وشارك في ثورة 8 شباط 1963، وعين أمين سر للمجلس الوطني لقيادة الثورة، لكنه اعتقل بعد حركة 18 تشرين الثاني 1963 ثلاث مرات دون محاكمة حتى أطلق سراحه في 20 آب 1966، ثم شارك في ثورة 17 تموز 1968، وكان رابع الضباط الكبار الذين أدخلهم سعدون غيدان إلى كتيبة الدبابات التي نفذت الانقلاب.
شغل منصب وزارية بين عامي 1968 و1977، حيث شغل منصب وزير العمل والشؤون الاجتماعية في حكومة عبد الرزاق النايف بعد ثورة 17 تموز 1968، واستمر في المنصب بعد إقالة عبد الرزاق النايف وشغل الرئيس أحمد حسن البكر لمنصب رئيس الوزراء حتى سنة 1970، حيث شغل مرتضى الحديثي منصب وزير العمل والشؤون الاجتماعية وشغل أنور عبد القادر الحديثي منصب وزير النقل بعد فصل الوزارة عن وزارة النقل والمواصلات التي كان يشغلها الوزير عدنان أيوب صبري العزي الذي صار وزيرا للمواصلات.
وفي سنة 1972، عاد أنور عبد القادر الحديثي لمنصب منصب وزير العمل والشؤون الاجتماعية، وذهب منصب وزير النقل لخالد مكي الهاشمي حتى سنة 1976، حيث ذهب منصب وزير العمل والشؤون الاجتماعية للدكتور عزت مصطفى وشغل أنور عبد القادر الحديثي منصب وزير الشؤون البلدية خلفا لعبد الستار طاهر شريف، وبقي في المنصب حتى سنة 1977، حيث خلفه الدكتور عزت مصطفى.
عمل بعدها سفيرا للعراق في أستراليا في ثمانينات القرن العشرين.